# Gębice (Koejavië-Pommeren)
Gębice is een plaats in het Poolse district  Mogileński, woiwodschap Koejavië-Pommeren. De plaats maakt deel uit van de gemeente Mogilno en telt 981 inwoners.